# Рогожа, Пётр Михайлович
Пётр Михайлович Рогожа (1872 — ?) — член II Государственной думы от Подольской губернии, крестьянин.

## Биография

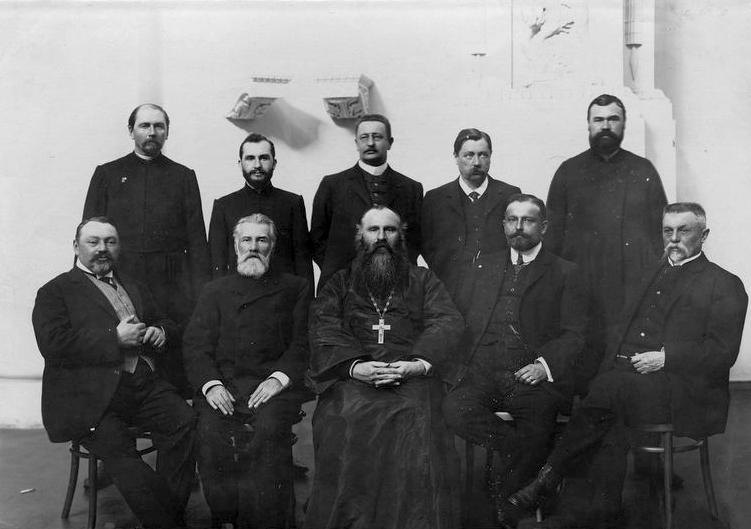
Депутаты Государственной думы II созыва от Подольской губернии. Стоят: Соловей А. А., Неизвестный-1, Неизвестный-2, Мороз П. С., Туперко С. Т.; сидят: Семёнов А. И., Лисовский В. К., Дидурык А. И., Гриневич А. И., Рогожа П. М., Матвеев С. К., Зубченко П. С., Дубонос Ф. Ф.

Православный, крестьянин села Татриски Ново-Ушицкого уезда.
Начальное образование получил дома, занимался земледелием (5 десятин).
В феврале 1907 года был избран в II Государственную думу от Подольской губернии. Входил в Трудовую группу и фракцию Крестьянского союза. Член Временного комитета и Совета фракции 1-го состава с 14 марта. 25 мая покинул фракцию и перешел в Украинскую громаду.
Дальнейшая судьба неизвестна.